# Kolakovići (Foča-Ustikolina, BiH)
Kolakovići su naseljeno mjesto u općini Foča-Ustikolina, Federacija BiH, BiH. 
Godine 1962. pripojena su im naselja Milotina i Ukšići koja su ukinuta (Sl.list NRBiH, br.47/62).

## Stanovništvo
| Narod     | Popis 1961. | Popis 1971. | Popis 1981. | Popis 1991. |
| --------- | ----------- | ----------- | ----------- | ----------- |
| Hrvati    |             |             |             |             |
| Muslimani |             |             |             |             |
| Srbi      | 127         | 265         | 173         | 63          |
| ostali    |             |             | 1           | 1           |
| Ukupno    | 127         | 265         | 174         | 64          |